# Gerardo Acosta
Gerardo Acosta, vollständiger Name Gerardo Daniel Acosta Mateuci, (* 22. Februar 1984 in Montevideo) ist ein uruguayischer ehemaliger Fußballspieler.

## Karriere

### Vereine
Der 1,78 Meter große Defensivakteur Acosta gehörte zu Beginn seiner Karriere von 2005 bis Mitte 2007 dem Kader des Club Sportivo Cerrito an. In diesem Zeitraum wurde er dort saisonübergreifend in 55 Spielen der Primera División eingesetzt und schoss ein Tor. Es folgten anderthalb Jahre in Reihen von Nacional Montevideo. In der Spielzeit 2007/08 lief er bei den „Bolsos“ in 13 Erstligapartien auf. Einen Treffer erzielte er nicht. Anfang 2009 verpflichtete ihn der Erstligist Bella Vista, für den er zehn Ligabegegnungen (kein Tor) absolvierte. Im August 2009 wechselte er zu Centro Atlético Fénix. Ein Tor und 17 Erstligaeinsätze stehen bei den Montevideanern für ihn zu Buche. Ab Juli 2010 setzte Acosta seine Laufbahn bei CA San Martín de San Juan fort. Bei den Argentiniern bestritt er 15 Spiele in der Primera B Nacional und traf einmal ins gegnerische Tor. Anfang Juli 2011 schloss er sich Patronato an und kam in 19 Ligabegegnungen (ein Tor) und einer Partie (kein Tor) der Copa Argentina zum Einsatz. Im Oktober 2012 kehrte er nach Uruguay zurück und spielte fortan für den Racing Club de Montevideo. Nach lediglich zwei Erstligaeinsätzen (kein Tor) wird ab März 2013 eine erneute Karrierestation beim Club Sportivo Cerrito geführt. Mitte Juli 2013 begann er ein Engagement beim Club Sportivo Belgrano. Für den in der argentinischen Stadt San Francisco ansässigen Klub absolvierte er drei Partien (kein Tor) in der Primera B Nacional. Mitte Februar 2014 wechselte er zu Villa Española. In den Zweitligaspielzeiten 2014/15 und 2015/16 weist die Statistik dort für ihn 25 bzw. 5 Spiele in der Segunda División aus. In der erstgenannten Saison schoss er zwei Tore. Seit Oktober 2016 ist abermals der Club Sportivo Cerrito sein Arbeitgeber. In der Saison 2016 bestritt er bei den „Auriverdes“ (dt.: Gelbgrüne) fünf Partien in der Segunda División. Ein Torerfolg gelang ihm nicht. Die Saison 2017 war seine letzte; er spielte in den Ligenphasen 23 mal.

### Nationalmannschaft
Acosta gehörte der von Juan Jacinto Rodríguez trainierten U-17-Auswahl Uruguays an, die an der U-17-Südamerikameisterschaft 2001 in Peru teilnahm und den 6. Platz belegte.